# Operatore culturale
L'operatore culturale è il professionista che si occupa di organizzare, gestire e promuovere eventi in qualsiasi ambito della cultura: mostre d'arte, spettacoli teatrali, di danza e musicali, concerti e laboratori all'interno dei musei, e altre attività utili a diffondere la cultura verso il pubblico.
L'operatore si occupa quindi di mediazione tra chi ha creato l'evento (per esempio la compagnia teatrale, il museo, l'artista musicale) e il pubblico potenzialmente interessato.
L'operatore culturale si occupa sia dell'organizzazione dell'evento che della promozione dello stesso e del contatto con la stampa.
Tra le competenze necessarie per lo svolgimento di questo lavoro, la conoscenza del territorio in cui si va a operare e delle arti performative. 